# Letîciv, Ucraina
Letîciv (în ucraineană Летичів) este așezarea de tip urban de reședință a raionului Letîciv din regiunea Hmelnîțkîi, Ucraina. În afara localității principale, nu cuprinde și alte sate.

## Demografie
Componența lingvistică a așezării de tip urban Letîciv
     Ucraineană (97,44%)
     Rusă (2,03%)
     Alte limbi (0,38%)
Conform recensământului din 2001, majoritatea populației așezării de tip urban Letîciv era vorbitoare de ucraineană (97,44%), existând în minoritate și vorbitori de rusă (2,03%).